# Cá heo đầu bò phương nam
Lissodelphis peronii là một loài động vật có vú trong họ Delphinidae, bộ Cetacea. Loài này được Lacépède mô tả năm 1804.

## Hình ảnh

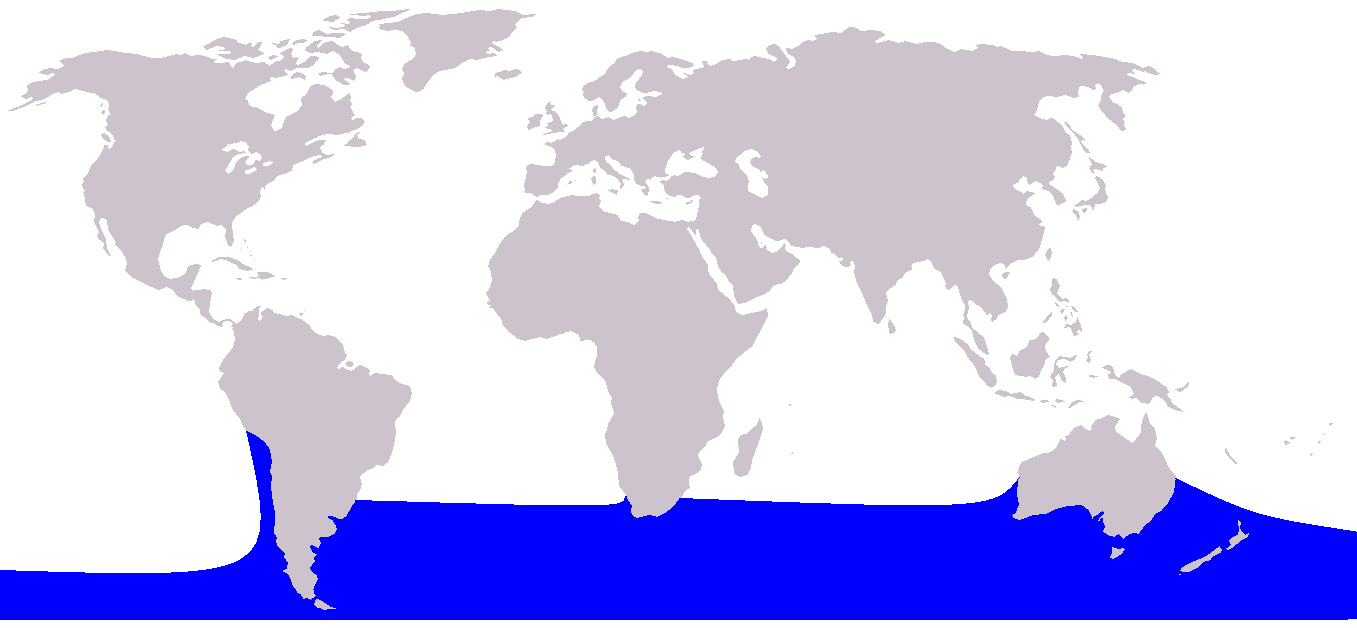
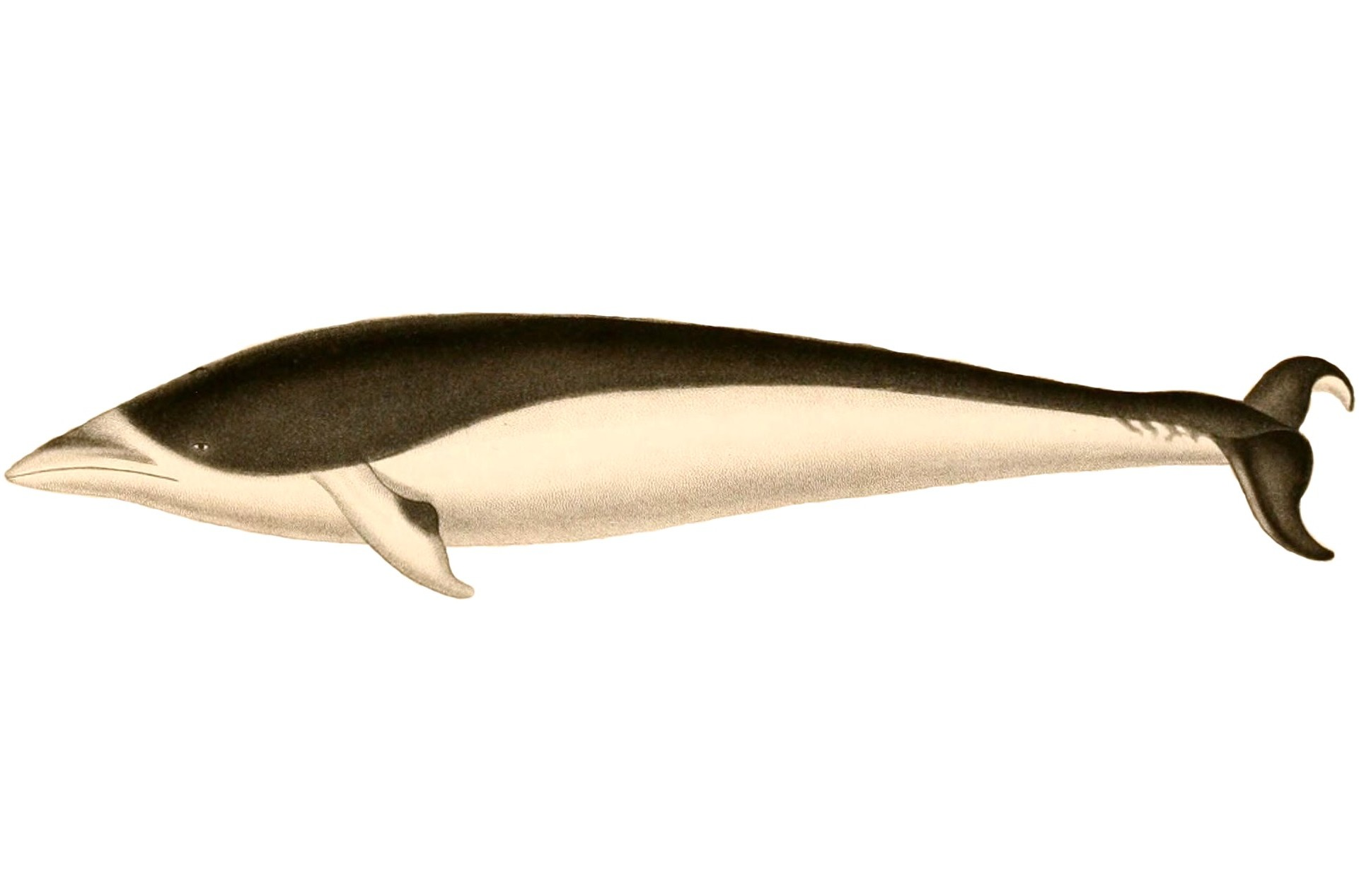
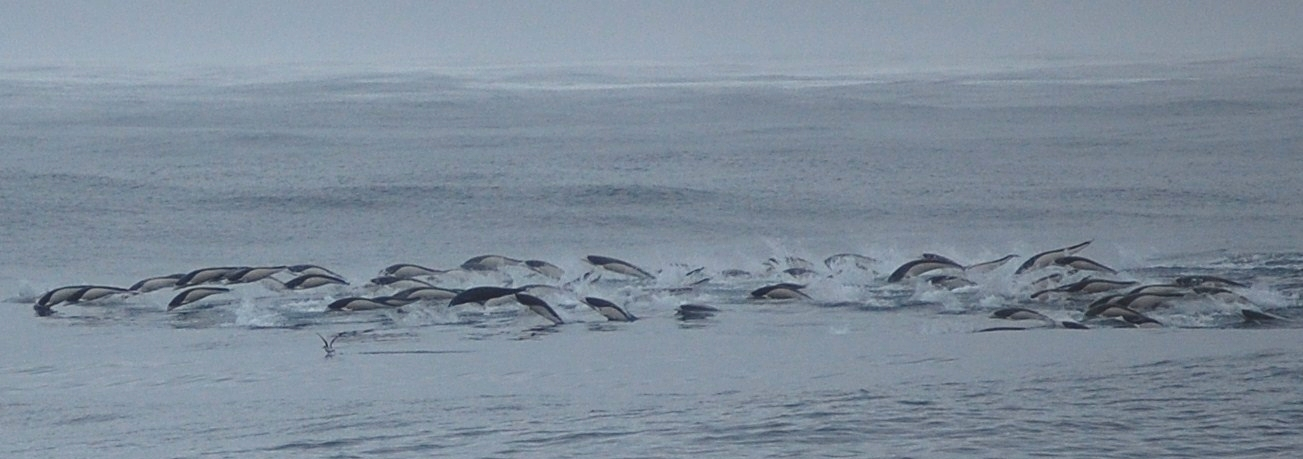